# Alanere
Alanere var et iransk pastoralt nomadisk folkeslag fra oldtiden.

## Historie
Betegnelsen alan er en iransk dialektisk form af arier, et fælles endonym for indo-iranerne. Muligvis relateret til massageterne er alanerne af moderne historikere, på baggrund af kinesiske og romerske kilder, blevet sammenkædet med det centralasiatiske folkeslag aroserne. Efter at være migreret vestpå og blevet dominerende blandt sarmaterne på den pontiske slette, er de nævnt af persiske og romerske kilder i det 1. århundrede e.Kr. På det tidspunkt, var alanerne bosat i området nord for Sortehavet, og angreb ofte Partherriget og Romerrigets kaukasiske provinser. I 215-250 e.Kr. blev deres herredømme over den pontiske slette brudt af goterne.
Efter goternes nederlag til hunnerne på den pontiske slette omkring 375 e.Kr., migrerede mange alanere vestpå sammen med germanske stammer. De krydsede Rhinen i 406 e.Kr. sammen med vandalerne og sveberne og bosatte sig i Orléans og Valence. Omkring 409 e.Kr. krydsede de Pyrenæerne sammen med vandalerne og sveberne på vej til den Iberiske halvø og bosatte sig i den romerske provins Lusitanien i Hispania. De Iberiske alanere blev besejret af visigoterne under kong Wallia i 418 e.Kr., og sluttede sig til de hasdingske vandaler under kong Gunderik. I 428 e.Kr. krydsede vandalerne og alanerne Gibraltarstrædet til Nordafrika, hvor de sammen med vandalerne under den vandalske konge Geiserik grundlagde en det stærke vandalske kongerige, som eksisterede indtil byzantinske kejser Justinian I erobring i det 6. århundrede e.Kr.
Alanerne, der forblev underlagt hunnerne i sydøst Europa, grundlagde det stærke kongerige Alanien i det nordlige Kaukasus i middelalderen, der indtaget ved den mongolske invasioner i det 13. årh. e.Kr. Disse alanere er forfædrene til de moderne ossetere.

## Sprog
Alanerne talte et østiransk sprog, der var et skythisk sprog og som senere udviklede sig til moderne ossetisk.